# 兵庫県立篠山産業高等学校
兵庫県立篠山産業高等学校（ひょうごけんりつ ささやまさんぎょうこうとうがっこう、英: Hyogo Prefectural Sasayama Industrial High School）は、兵庫県丹波篠山市郡家に所在する県立高等学校。
生徒や地域からは「産高」の愛称で呼ばれている。

## 概要
かつては東雲校（しののめこう）・丹南校（たんなんこう）の2つの分校を有していたが、前者は2011年（平成23年）に兵庫県立篠山東雲高等学校として独立、後者は2016年（平成28年）に閉校となった。
校訓は「自律」・「協調」・「不屈」・「創造」である。 全国で26校のみに贈られた文部科学省「キャリア教育優良校」に、兵庫県内の学校で唯一表彰された。

## 設置学科
- 全日制課程
  - 本校
    - 機械工学科
    - 電気建設工学科
    - 総合ビジネス科
    - 農と食科

  - 東雲校 - 2011年独立
    - 地域農業科

  - 丹南校 - 2016年閉校
    - 普通科

## 部活動・同好会
運動部
- 硬式野球部
- サッカー部
- 剣道部
- 陸上競技部
- バレーボール部（男・女）
- 少林寺拳法部
- 卓球部
- ソフトテニス部（男・女）
- ワンダーフォーゲル部
- 柔道部
- バスケットボール部（男・女）
- ソフトボール部
- ホッケー部

　文化部
- 合唱部
- 茶華道部
- 吹奏楽部
- 写真・イラスト部
- 園芸部
- 放送部
- インターアクト部
- 機械研究部
- 電気研究部
- 都市工学研究部
- 商業研究部
- 農業経営部
- 家庭科研究部

　運動系同好会
- バドミントン同好会

## 沿革
- 1933年（昭和8年）
  - 5月17日 - 多紀郡篠山町外18ヶ村1部事務組合立多紀実業高等公民学校が設立認可。
  - 6月25日 - 多紀実業高等公民学校として、篠山城旧本丸大書院の一角を用いて開校。
- 1935年（昭和10年）8月1日 - 公立青年学校多紀郡実業高等公民学校と改称。
- 1941年（昭和16年）10月30日 - 三の丸南に新校舎が完成し、移転。
- 1946年（昭和21年）
  - 3月13日 - 女子部を設置。
  - 4月1日 - 兵庫県に移管し、兵庫県立篠山農学校と改称。
- 1947年（昭和22年）10月30日 - 学制改革により、兵庫県立篠山農業高等学校と改称。付属中学校を設置。
- 1951年（昭和26年）9月30日 - 新校舎落成。
- 1963年（昭和38年） - 兵庫県立篠山産業高等学校に改称。
- 2011年（平成23年）4月 - 東雲校が兵庫県立篠山東雲高等学校として独立。
- 2014年 (平成26年) 4月 - 丹南校の生徒募集停止。
- 2016年 (平成28年) 3月31日をもって丹南校が閉校。

## 所在地
- 本校
  - 兵庫県丹波篠山市郡家403-1
  - 位置:北緯35度5分2.1秒 東経135度12分9.5秒 / 北緯35.083917度 東経135.202639度
- 丹南校
  - 兵庫県丹波篠山市南矢代602
  - 位置:北緯35度1分46.4秒 東経135度10分22.3秒 / 北緯35.029556度 東経135.172861度

## アクセス
- 本校
  - JR西日本福知山線（JR宝塚線）篠山口駅東口からウイング神姫（旧神姫グリーンバス）篠山鳳鳴高校行乗車、「篠山産業高校前」にて下車すぐ（駅発は平日朝一本、駅行は篠山営業所始発で平日夕方一本のみ、休校日運休）、

もしくは篠山口駅西口より篠山営業所・福住行バスに乗車し「東岡屋西」バス停より徒歩。
- - 兵庫県道301号本郷東浜谷線沿い

- 丹南校（廃校済み）
  - JR西日本福知山線（JR宝塚線）南矢代駅から徒歩15分

## 著名な関係者
- 長沢宏行 - 同校硬式野球部監督
- 濱井正吾 - YouTuber、教育ジャーナリスト、ラジオパーソナリティ
- 瀬戸亀男 - 篠山市長
- 酒井龍一 - 考古学者
- 中越雄介 - 音楽ユニットちめいどのメンバー・兄
- 中越雄大 - 音楽ユニットちめいどのメンバー・弟